# Samba (programvara)
Samba är fri programvara för Linux/Unix-system som använder SMB/CIFS-protokollet och används för att dela resurser som filer och skrivare i ett Windows-datornätverk (fil/printer-server). Samba ligger under GNU General Public License. Samba kan emulera en Windows NT4-domän och kan fungera som domänkontrollant.